# Niva

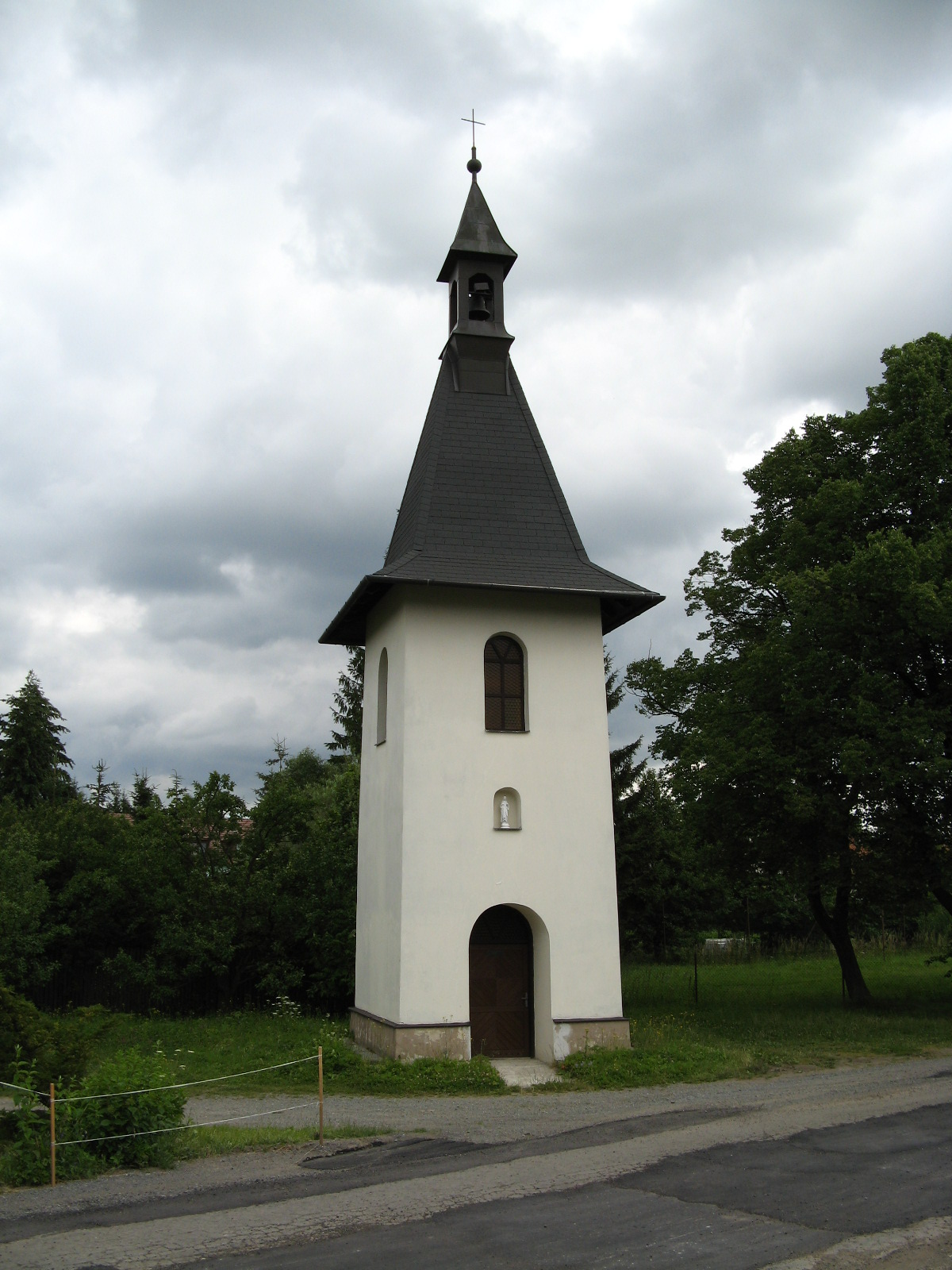
Glockenturm

Niva, bis 1949 Hartmanice, (deutsch Hartmanitz) ist eine Gemeinde in Tschechien. Sie befindet sich 15 Kilometer südöstlich von Boskovice und gehört zum Okres Prostějov.

## Geographie
Niva befindet sich in der Talsenke des Baches Bílá voda im Drahaner Bergland. Nachbarorte sind Protivanov im Norden, Repechy im Nordosten, Bousín und Drahany im Osten, Otinoves im Südosten, Rozstání im Süden, Baldovec im Südwesten, Molenburk im Westen sowie Obora und Skelná Huť im Nordwesten.

## Geschichte
Hartmanice wurde 1347 erstmals urkundlich erwähnt. Zu dieser Zeit gehörte ein Teil des Dorfes zur Herrschaft Plumlov und damit zum Besitz Beneš von Krawarn. Nächste Besitzer von Hartmanice waren die Pernsteiner, welche den Ort 1592 an Bernard Drnovský von Drnovice verpfändeten. 1618 kaufte Maximilian von Liechtenstein den Ort, der bis zur Aufhebung der Patrimonialherrschaften im Jahre 1848 Teil der liechtensteinischen Herrschaft Plumlov blieb.
Im Zuge der Errichtung des deutschen Truppenübungsplatzes Wischau, gehörte Hartmanitz zu den 33 dafür zu räumenden Orten. Die Räumung des zur 2. Etappe gehörigen Dorfes begann am 30. November 1942. Nach dem Ende des Zweiten Weltkrieges wurde der Ort wieder besiedelt. Im Jahre 1949 erfolgte die Umbenennung der Gemeinde Hartmanice in Niva. Der neue Name leitet sich von dem im Drahaner Bergland seit den 1920er Jahren produzierten Blauschimmelkäse Niva, der noch heute in der Molkerei des Nachbardorfes Otinoves hergestellt wird. Seit dem Jahre 2003 führt Niva ein Wappen und Banner.

## Ortsgliederung
Für die Gemeinde Niva sind keine Ortsteile ausgewiesen.

## Sehenswürdigkeiten
- Glockenturm
- Nischenkapelle an der Straße